# 御風者
御風者（英語：ALPS，為的縮寫）是由中華民國國家實驗研究院國家高速網路與計算中心（簡稱「國網中心」）和電腦製造商宏碁集團所共同建置的超級電腦，是台灣到2010年為止，所建置出運算能量最大的計算機系統。在2011年6月發佈的TOP500世界五百大超級電腦排名中，「御風者」排名第42名，是台灣繼2007年登上全球第35名、49名後，第二台能躋身進入前50強的超級電腦。「御風者」是台泛用型的超級電腦，設計理念為適合各領域的研究，不是為單一研究領域而設計，並且考量到低耗電的營運模式，因而在2011年6月發佈的Green500世界500大綠色超級電腦排名中名列第25名，是台灣到2010年為止所建置出的超級電腦中最節能的主機。

## 命名緣由
「御風者」之名，是以《莊子·逍遙遊》裡描述戰國時代列子潛心修道九年後「御風而行」為典故來命名。

## 歷史
台灣在2008年「第八次全國科技會議」決議中，揭示強化國內高速計算的政策方向；在行政院國科會支持下，國網中心負責建置，2010年由宏碁集團得標負責系統整合，「御風者」座落在台中科學園區。
國網中心自1993年6月起即以第485名進入到TOP500排行榜裡，期間數次取得較佳的名次，分別為2002年6月以IBM系統得到TOP500第60名，2007年6月以當時新完成的「IRIS」拿到第35名，之後因其他國家積極投資超級電腦，2009年11月被擠出500大行列，一直到2011年6月「御風者」才重返TOP500超級電腦排行榜名列第42名，但「御風者」的運算速度為「IRIS」的9倍，2011年的「御風者」的運算能力相當於2007年排名中的全球「第二名」。
2019年7月2日，國網中心宣佈「御風者」正式除役，安排受贈者活動已進入決選狀態，預計同月中旬公布受贈單位名單  
2019年7月17日，國網中心決定將「御風者」贈送給國立成功大學計算模擬中心，未來將致力於網路拓樸研究與路由驗證。

## 詳細配置
「御風者」擁有25,600顆計算核心（AMD Opteron 12 Core 2200 MHz，每顆8.8 GFlops）、73,728 GB記憶體及1074 TB儲存，計算量每秒高達177兆次浮點運算（Tflops），相當於2萬台個人電腦，較國網中心前代超級電腦「IRIS」不到20Tflops的效能提昇8.8倍。

## 費用
「御風者」機房佔地為29坪，若以相同效能來看，佔地比IRIS需使用33.5坪更小；而且系統用電800KW，每年用電成本為新台幣3千萬元，估計較之前可省下新台幣1千萬元。

## 外部連結
- 財團法人國家實驗研究院 （页面存档备份，存于）
- 國家高速網路與計算中心 （页面存档备份，存于）
- TOP500 - ALPS （页面存档备份，存于）
- Green500